# Cambra de Representants
La Cambra de Representants és el nom de diverses assemblees legislatives de molts Estats del món. En alguns països, la Cambra de Representants és la cambra baixa d'una assemblea bicameral. En d'altres, és l'única cambra parlamentària.
Cambres de Representants com a cambres baixes:
- Cambra de Representants d'Antigua i Barbuda
- Cambra de Representants d'Austràlia
- Cambra de Representants de Belarús
- Cambra de Representants de Belize
- Cambra de Representants de Bòsnia i Hercegovina
- Cambra de Representants de Colòmbia
- Cambra de Representants dels Estats Units
- Cambra de Representants de Fiji
- Cambra de Representants de les Filipines
- Cambra de Representants del Iemen
- Cambra de Representants d'Indonèsia
- Cambra de Representants d'Irlanda
- Cambra de Representants de Jamaica
- Cambra de Representants del Japó
- Cambra de Representants de Libèria
- Cambra de Representants de Malàisia
- Cambra de Representants de Malta
- Cambra de Representants de Myanmar
- Cambra de Representants de Nepal
- Cambra de Representants de Nigèria
- Cambra de Representants dels Països Baixos
- Cambra de Representants de Puerto Rico
- Cambra de Representants de Somaliland
- Cambra de Representants de Tailàndia
- Cambra de Representants de Trinitat i Tobago

Cambres de Representants com a assemblees unicamerals:
- Cambra de Representants de Malta
- Cambra de Representants de Nova Zelanda
- Cambra de Representants de Xipre

A més a més, la majoria de les cambres baixes de les assemblees legislatives dels Estats dels Estats Units també porten aquest nom.